# Parafia Wszystkich Świętych w Mysłowicach
Parafia Wszystkich Świętych – rzymskokatolicka parafia znajdująca się w Mysłowicach, w dzielnicy Dziećkowice. Parafia należy do dekanatu mysłowickiego w archidiecezji katowickiej, erygowana w 1370 r.